# Solo (Roald Dahl)
Solo, oorspronkelijke titel Going Solo, is een autobiografie geschreven door Roald Dahl die in 1986 gepubliceerd werd. Het is een vervolg op het eerste deel van zijn autobiografie Boy. In dit boek vertelt hij hoe hij bij Shell gaat werken, en daarna naar Tanzania gaat waar hij Swahili leert spreken en alles over giftige slangen te weten komt. Hierna gaat hij het leger in om in de Tweede Wereldoorlog bij de Royal Air Force tegen de Duitsers te vechten.